# Stefan Edwall
Stefan Edwall är en svensk bordshockeyspelare som representerar Enköpings HSC. Landslagsdebuten gjordes redan 1989 under VM i Stockholm.

## Meriter
- VM: Guld 1999, Silver 1992
- NM: Guld 2002
- SM: Guld 2002, Silver 1996 & 2006, Brons 1994, 1997 & 1998
- Seger i Oslo Open 2006
- Brons i Moscow Open 2006